# Inégalité de Hoeffding
En théorie des probabilités, l’inégalité de Hoeffding est une inégalité de concentration concernant les sommes de variables aléatoires indépendantes et bornées. Elle tire son nom du mathématicien et statisticien finlandais Wassily Hoeffding. Il existe une version plus générale de cette inégalité, concernant une somme d'accroissements de martingales, accroissements là encore bornés : cette version plus générale est parfois connue sous le nom d'inégalité d'Azuma-Hoeffding.

## Énoncé

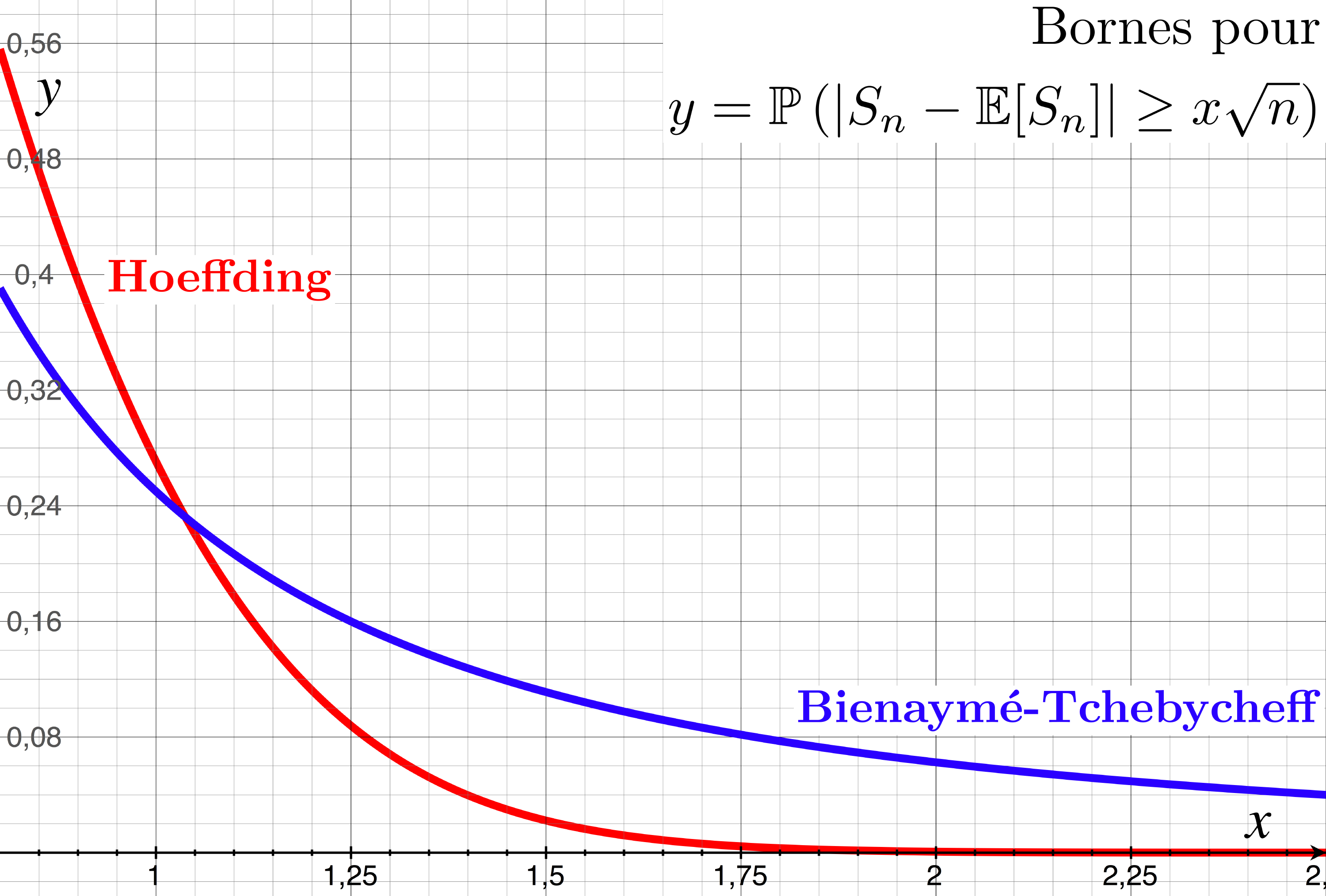
Bornes pour la dispersion de la loi binomiale de paramètres n et p=0,5, obtenues respectivement à l'aide de l'inégalité de Bienaymé-Tchebychev et à l'aide de l'inégalité de Hoeffding.

Inégalité de Hoeffding — Soit une suite {\displaystyle \ (X_{k})_{1\leq k\leq n}\ } de variables aléatoires réelles indépendantes vérifiant, pour deux suites {\displaystyle \ (a_{k})_{1\leq k\leq n},\ } {\displaystyle \ (b_{k})_{1\leq k\leq n}\ } de nombres réels tels que {\displaystyle \ a_{k}<b_{k},\ }
On pose
Alors, pour tout {\displaystyle \ t>0,\ }

## Cas de la loi binomiale
Dans cette section, nous allons comparer l'inégalité de Hoeffding et l'inégalité de Bienaymé-Tchebychev dans le cas de la loi binomiale. Supposons que pour tout k entre 1 et n, on ait
Alors {\displaystyle \ S_{n}\ }représente le nombre de piles obtenus à un jeu de pile ou face avec n lancers et où p est la probabilité d'avoir pile sur un lancer. {\displaystyle \ S_{n}\ } suit la loi binomiale de paramètres n et p. Nous avons les inégalités suivantes, pour tout {\displaystyle x>0} :
- L'inégalité de Bienaymé-Tchebychev donne : {\displaystyle \mathbb {P} \left(\left|S_{n}-\mathbb {E} [S_{n}]\right|\geq x{\sqrt {n}}\right)\leq {\frac {p(1-p)}{x^{2}}},}
- L'inégalité de Hoeffding donne {\displaystyle \mathbb {P} \left(\left|S_{n}-\mathbb {E} [S_{n}]\right|\geq x{\sqrt {n}}\right)\leq 2\exp \left(-2\,x^{2}\right)}.

On voit que dans ce cas (et c'est assez représentatif de la situation générale[réf. nécessaire]) l'inégalité de Hoeffding est beaucoup plus précise pour {\displaystyle \ x\ } suffisamment grand.

## Démonstration

### Inégalité préliminaire
La démonstration fait usage de la proposition suivante :
Proposition — 
Soit  {\displaystyle \ Y\ } une variable aléatoire réelle bornée et centrée (vérifiant  {\displaystyle \ \mathbb {E} [Y]=0\ }). Soit  {\displaystyle \ c,\,d\ } deux nombres réels tels que  {\displaystyle \ c<d\ } et tels que {\displaystyle \ \mathbb {P} (c\leq Y\leq d)=1.\ } Alors, pour tout réel {\displaystyle \ s>0,\ }
D'abord, on peut supposer c < 0 et d > 0. En effet, si {\displaystyle c\geq 0}, alors Y est une variable aléatoire presque-sûrement positive d'espérance nulle, donc Y=0 presque-sûrement et la proposition est évidente ; le raisonnement est analogue pour {\displaystyle d\leq 0.} Par convexité de la fonction {\displaystyle \ x\mapsto e^{sx},\ } on a, pour {\displaystyle \ c\leq Y(\omega )\leq d,\ }
En passant à l'espérance, puisque {\displaystyle \ \mathbb {P} (c\leq Y\leq d)=1,\ } on en déduit que
On pose
Puisque c < 0 et d > 0, on a bien {\displaystyle p\in [0,1]} d'où la pertinence de la notation. Il suit que
On remarque alors que {\displaystyle \ \psi (0)=\psi ^{\prime }(0)=0.\ }
De plus
Alors, en vertu de la formule de Taylor-Lagrange à l'ordre 1,

### Démonstration de l'inégalité de Hoeffding
On applique ensuite l'inégalité de Markov. Pour cela, on pose:
et on remarque que
Pour tout {\displaystyle \ s>0,\ } on a donc, en vertu d'un corollaire de l'inégalité de Markov, de l'indépendance des {\displaystyle \ X_{i},\ } et donc des {\displaystyle \ Y_{i},\ } et de la proposition précédente :
L'inégalité est en particulier vraie pour
qui réalise le minimum de la borne de droite, ce qui démontre la première inégalité. La deuxième inégalité se démontre en remplaçant {\displaystyle \ Y_{i}\ } par {\displaystyle \ Y_{i}^{\prime }=\mathbb {E} [X_{i}]-X_{i},\ } et {\displaystyle \ S_{n}-\mathbb {E} [S_{n}]\ } par {\displaystyle \ \mathbb {E} [S_{n}]-S_{n},\ } dans le calcul précédent, en posant
et en remarquant que
La troisième inégalité est une conséquence directe des deux premières.

## Énoncé "en tout temps"
Dans son article de 1963, Hoeffding a donné un énoncé légèrement plus général de son inégalité, utilisant l'inégalité de Doob. Plus précisément, sous les mêmes hypothèses, pour tout {\displaystyle \ t>0,\ }

### Pages liées
- Inégalité d'Azuma
- Inégalité de Markov
- Inégalité de Bienaymé-Tchebychev